# Ophiomusium spinulosum
Ophiomusium spinulosum är en ormstjärneart som beskrevs av Jean Baptiste François René Koehler 1922. Ophiomusium spinulosum ingår i släktet Ophiomusium och familjen Ophiolepididae. Inga underarter finns listade i Catalogue of Life.